# Uhura
Nyota Uhura hadnagy a Star Trek-univerzum egyik szereplője, akit Nichelle Nichols alakít. Neve két szuahéli szóból áll: Nyota: csillag, uhuru - Uhura: szabadság.[forrás?]

## Áttekintés
Uhura a Csillagflotta Akadémia távközlési szakának elvégzése után a USS Ahmira fedélzetére került kommunikációs tisztként. 
Két év elteltével került át Enterprise csillaghajóra, ahol hamar hadnaggyá léptették elő. Amikor James T. Kirköt kinevezték a USS Enterprise (NCC-1701) kapitányává, a hajó ötéves küldetésre indult (az első Star Trek-sorozat ezalatt az öt év alatt játszódik). A küldetés alatt Uhura a hajó kommunikációs tiszti teendőit látta el.
Uhura megjelent hét Star Trek-mozifilmben is (Csillagösvény, Khan haragja, Spock nyomában, A hazatérés, A végső határ, A nem ismert tartomány, Star Trek).